# Astochia gopae
Astochia gopae är en tvåvingeart som beskrevs av Parui 2003. Astochia gopae ingår i släktet Astochia och familjen rovflugor.
Artens utbredningsområde är Sikkim. Inga underarter finns listade i Catalogue of Life.